# Пехівське лісництво
Пе́хівське лісництво — структурний підрозділ Звенигородського лісового господарства Черкаського обласного управління лісового та мисливського господарства.
Офіс знаходиться в селі Ризине Звенигородського району Черкаської області.

## Лісовий фонд
Лісництво охоплює ліси на заході Звенигородського та півночі Тальнівського районів. Загальна площа лісництва — 1964 га.
Сюди входить:
- урочище Пехівська Дача.

## Об'єкти природно-заповідного фонду
У віданні лісництва перебуває:
- Пехівський ботанічний заказник